# Давидівка (Сватівський район)
Дави́дівка — село у Троїцькій селищній громаді Сватівського району Луганської області. Населення становить 12 осіб.

## Населення

### Мова
Розподіл населення за рідною мовою за даними перепису 2001 року:
| Мова       | Кількість | Відсоток |
| ---------- | --------- | -------- |
| українська | 6         | 50%      |
| російська  | 6         | 50%      |
| Усього     | 12        | 100%     |